# جمعية القيصر فيلهلم

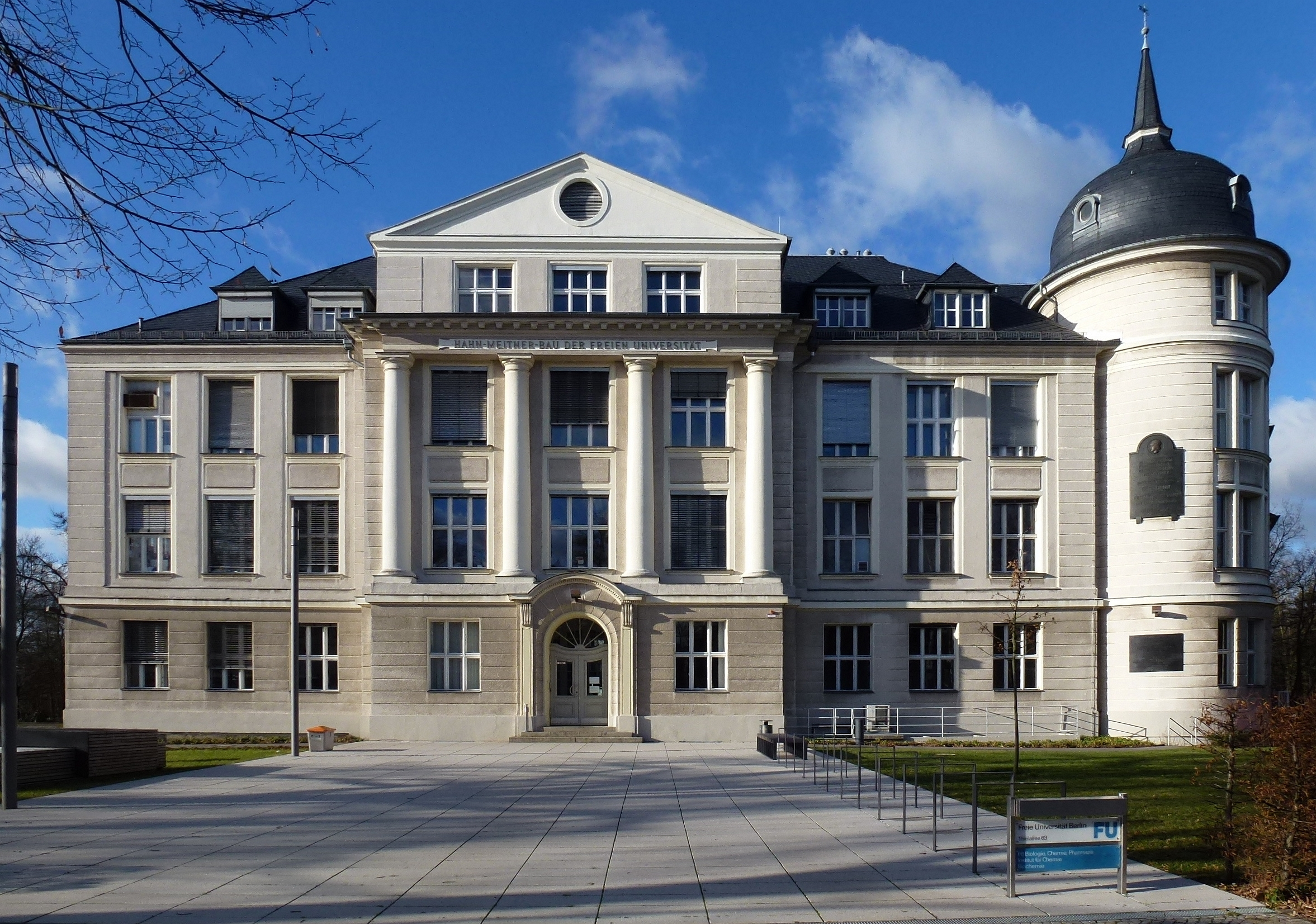
المقر القديم لمعهد القيصر فيلهلم للكيمياء في برلين، حيث اكتُشف الاندماج النووي للمرة الأولى

جمعية القيصر فيلهلم لدعم العلوم (بالألمانية: Kaiser-Wilhelm-Gesellschaft zur Förderung der Wissenschaften) هي مؤسسة علمية ألمانية تأسست في ألمانيا القيصرية سنة 1911، وشاركت في العمليات العلمية للنازية أثناء حقبة الرايخ الثالث، ثم استبدلت بها جمعية ماكس بلانك بعد أن وضعت الحرب العالمية الثانية أوزارها. كانت جمعية القيصر فيلهلم تجمع العديد من المؤسسات ومحطات الاختبار ووحدات الأبحاث التي تدار بواسطتها.

## التأسيس
تأسست جمعية القيصر فيلهلم سنة 1911 لتطوير العلوم الطبيعية في ألمانيا عن طريق تأسيس وتشغيل مؤسسات بحثية مستقلة رسميًا عن الدولة وإداراتها. وقد وُضعت هذه المؤسسات تحت إشراف مديرين بارزين كان من بينهم فالتر بوته وبيتر ديباي وألبرت أينشتين وفريتز هابر وأوتو هان وفيرنر هايزنبيرغ، إلى جانب مجلس أمناء شارك في الإشراف والتوجيه.
اشتغل معهد القيصر فيلهلم ومؤسساته البحثية بأبحاث السلاح وتجربته وإنتاجه أثناء الحربين العالميتين الأولى والثانية.

## عقب الحرب العالمية الثانية

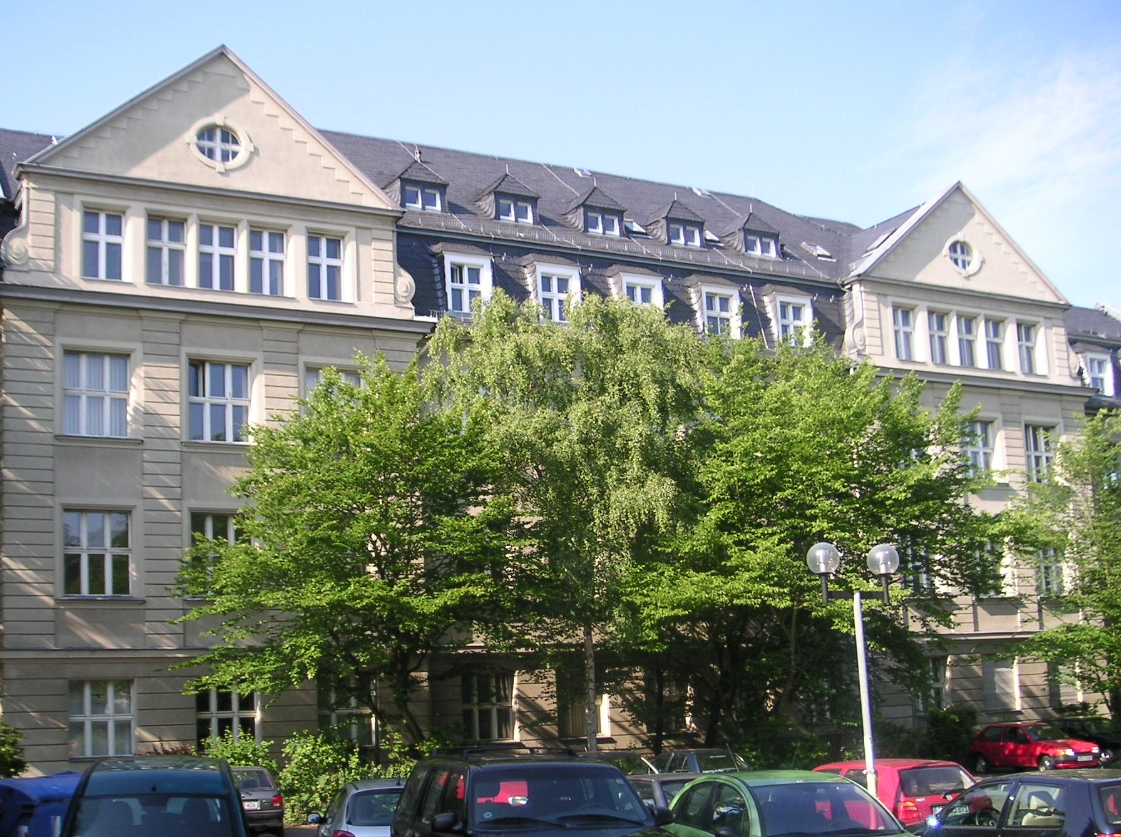
المقر القديم لمعهد القيصر فيلهلم لعلم الأحياء في برلين، وهو حاليًا مقر قسم القانون بجامعة برلين الحرة

بعد الحرب العالمية الثانية، وبعد أن فقدت جمعية القصر فيلهلم مقرها المركزي في برلين، أخذت الجمعية تعمل وتدار من أماكن أخرى. فكانت تدار من محطة الديناميكا الهوائية في غوتنغن. وعقب انتحار رئيس الجمعية ألبرت فوغلر (بالألمانية: Albert Vögler) في 14 أبريل 1945، تقلد المسؤولية إرنست تلشوف في انتظار استقدام ماكس بلانك من ماغدبورغ إلى غوتنغن، التي كانت في المنطقة البريطانية من الأراضي الألمانية المحتلة بواسطة الحلفاء. وفي 15 مايو تقلد بلانك المسؤولية لحين انتخاب رئيس. وقد اختار المديرون أوتو هان رئيسًا، لكن جابهتهم عدة مصاعب في سبيل تنفيذ هذا الاختيار؛ فقد كان هان يعمل بالأبحاث النووية، وهو ما عرضه للاعتقال على يد قوات الحلفاء فيما سمي بعملية إبسيلون (بالإنجليزية: Operation Epsilon)‏ وكان متحفظًا عليه في إنجلترا. رفض هان في البداية قبول المنصب، لكن آخرين أقنعوه بقبوله فتولى المسؤولية بعد إطلاق سراحة وعودته إلى ألمانيا بثلاثة أشهر، إلا أن مكتب الحكومة العسكرية التابع للولايات المتحدة الأمريكية (OMGUS) أصدر قرارًا بحل معهد القيصر فيلهلم في 11 يوليو 1946.
حاول ضباط في قوات الاحتلال البريطانية إثناء الأمريكيين عن تنفيذ هذا القرار، ومنهم الفيزيائي هوارد بيرسي روبرتسون (الذي كان آنذاك مديرًا لقسم العلوم في الجانب البريطاني، وكان قد حصل على زمالة بجامعتي جورج أوغست في غوتنغن ولودفيغ ماكسيميليان في ميونخ في عشرينيات القرن) والكولونيل بيرتي بلاونت (الذي كان عضوًا بفرع الأبحاث البريطاني وكان يحمل درجة الدكتوراه من غوتنغن تحت إشراف فالتر بورشه). واقترح بيرتي على أوتو هان أن يكتب إلى السير هنري هاليت ديل (رئيس الجمعية الملكية آنذاك)، وهو ما تم بالفعل، كما قام بيرتي بنفسه بمناشدة ديل أثناء وجوده في إنجلترا. وقد خرج ديل باقتراح في هذا الصدد، هو إعادة تسمية الجمعية إلى "جمعية ماكس بلانك"، إيمانًا منه بأن اسم الجمعية القديم لا غير هو الذي يستفز الحلفاء. وفي 11 سبتمبر 1946 أنشئت جمعية ماكس بلانك في الجانب البريطاني فقط، وكان التأسيس الثاني في 26 فبراير على الجانبين المحتلين من الولايات المتحدة وبريطانيا معًا، وبذل الفيزيائيان ماكس فون لاوه وفالتر غيرلاش جهودًا كبيرة عبر حدود المناطق الألمانية المحتلة، بما في ذلك المنطقة الفرنسية.

## رؤساء الجمعية
- أدولف فون هارناك (1911 ـ 1930)
- ماكس بلانك (1930 ـ 1937)
- كارل بوش (1937 ـ 1940)
- ألبرت فوغلر (1941 ـ 1945)
- ماكس بلانك (16 مايو 1945 ـ 31 مارس 1946)
- أوتو هان (1 أبريل 1946 ـ 10 سبتمبر 1946 في الجانب المحتل من بريطانيا)